# Austin Westminster
La série des Austin Westminster sont de grandes berlines et breaks produits par le constructeur britannique Austin à partir de 1954, en remplacement de l'A70 Hereford. La Westminster a porté, au fil des générations, les noms d'A90, A95, A99, A105 et A110, jusqu'à ce que l'Austin 3 Litres lui succède en 1968. Certaines versions furent également vendues sous les marques Wolseley et Vanden Plas. 101 634 Westminster furent produites en tout.
Le nom Westminster avait déjà été utilisé par Austin dans les années 1930 pour les versions à quatre vitres latérales des 16/6 et 12/4 "Heavy".

## A90
La Westminster A90 Six est présentée en 1954 au salon de l'Automobile de Londres en même temps que la petite berline Cambridge A40/A50 dont elle reprend la carrosserie. Elle s'en différencie principalement par son moteur, le nouveau six-cylindres en ligne BMC Série C (en) à un seul carburateur Zenith qui, à 2,6 L (2 639 cm3), produit 86 ch. La suspension est indépendante à l'avant, à l'aide de ressorts hélicoïdaux et de triangles, et à essieu rigide et ressorts à lames à l'arrière avec barre anti-roulis. La boîte manuelle à quatre vitesses est synchronisée sur les trois derniers rapports et à partir de 1955, elle peut être équipée en option d'un overdrive.
L'intérieur, avec sièges et garnitures en cuir sur la version de luxe et en PVC sur le modèle standard, dispose d'une banquette avant fractionnable et individuellement réglable, qui, si nécessaire, peut tout de même accueillir trois personnes de front. De même, le chauffage est installé en série sur le modèle supérieur, et en option sur la version standard. Le levier de vitesses est au volant, mais Austin a édité une brochure pour une Westminster A90 Six de police qui avait un levier au plancher.
Le magazine britannique The Motor a testé une berline Westminster de luxe en 1955, enregistrant une vitesse de pointe de 138 km/h et une accélération de 0 à 97 km/h en 18,9 secondes ainsi qu'une consommation de carburant de 14,0 L/100 km.
Le sigle A90 avait déjà été utilisée sur l'Austin A90 Atlantic en 1948-52. Quelque 25 532 Westminster A90 Six furent construites.

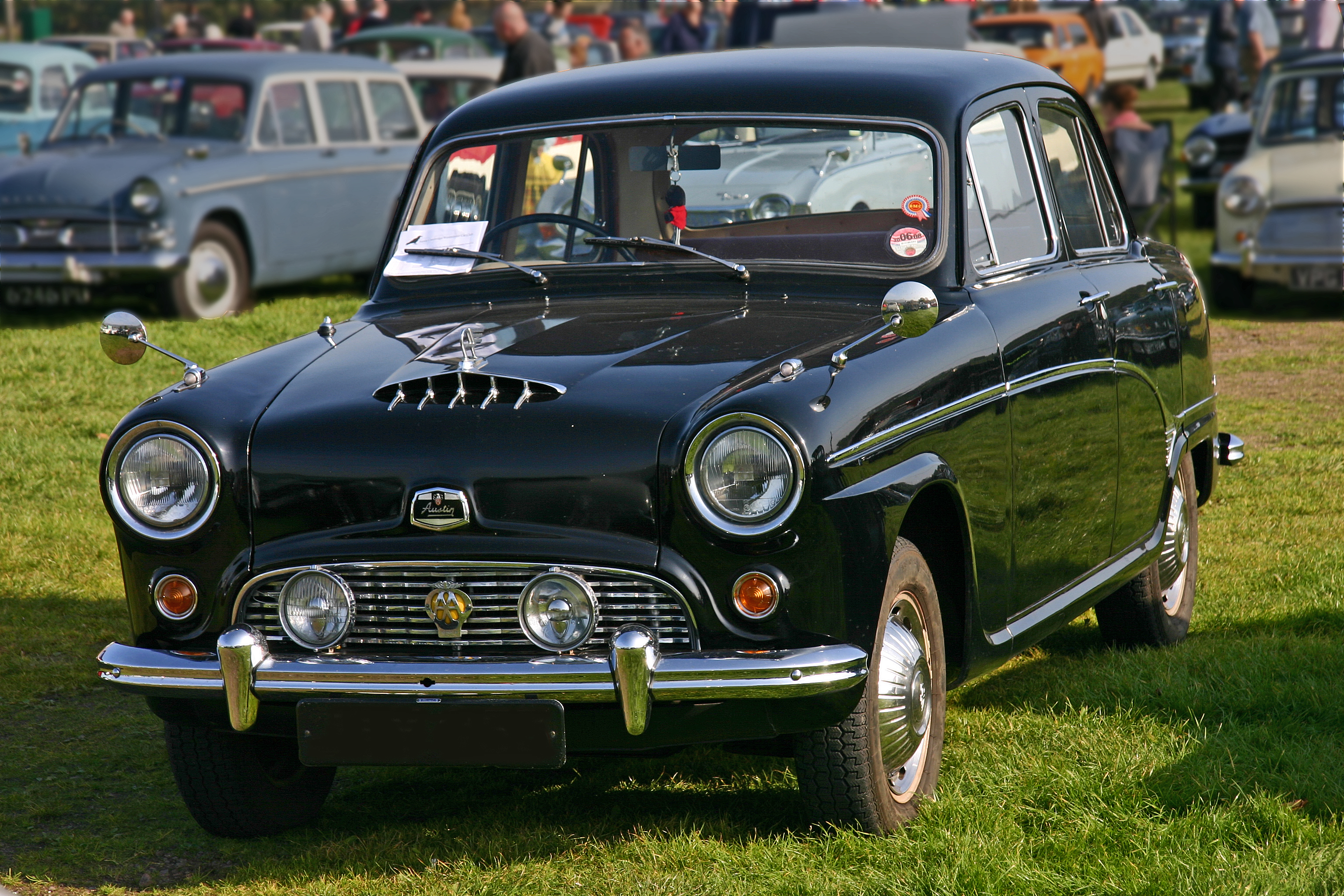
A90 Westminster
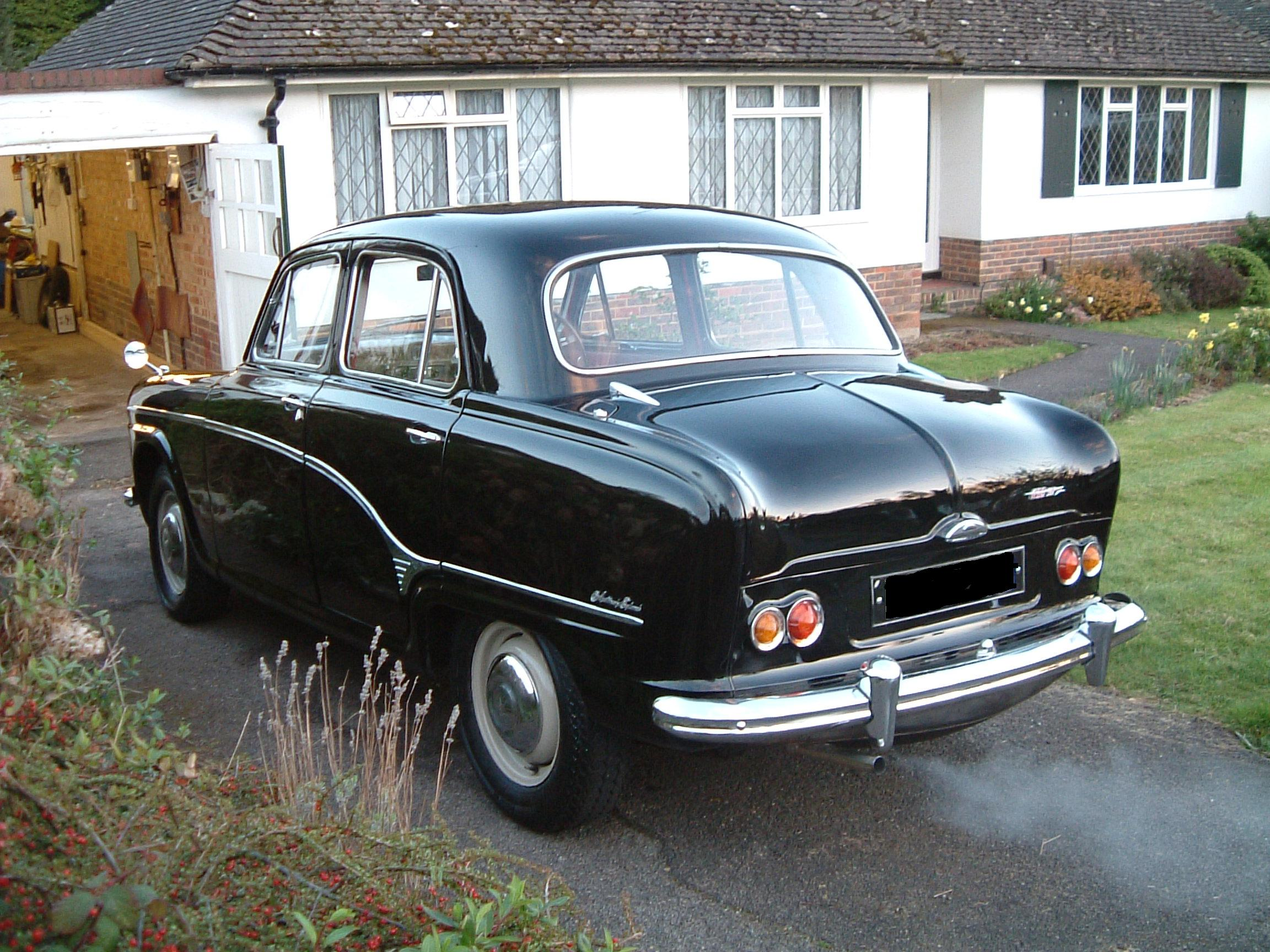
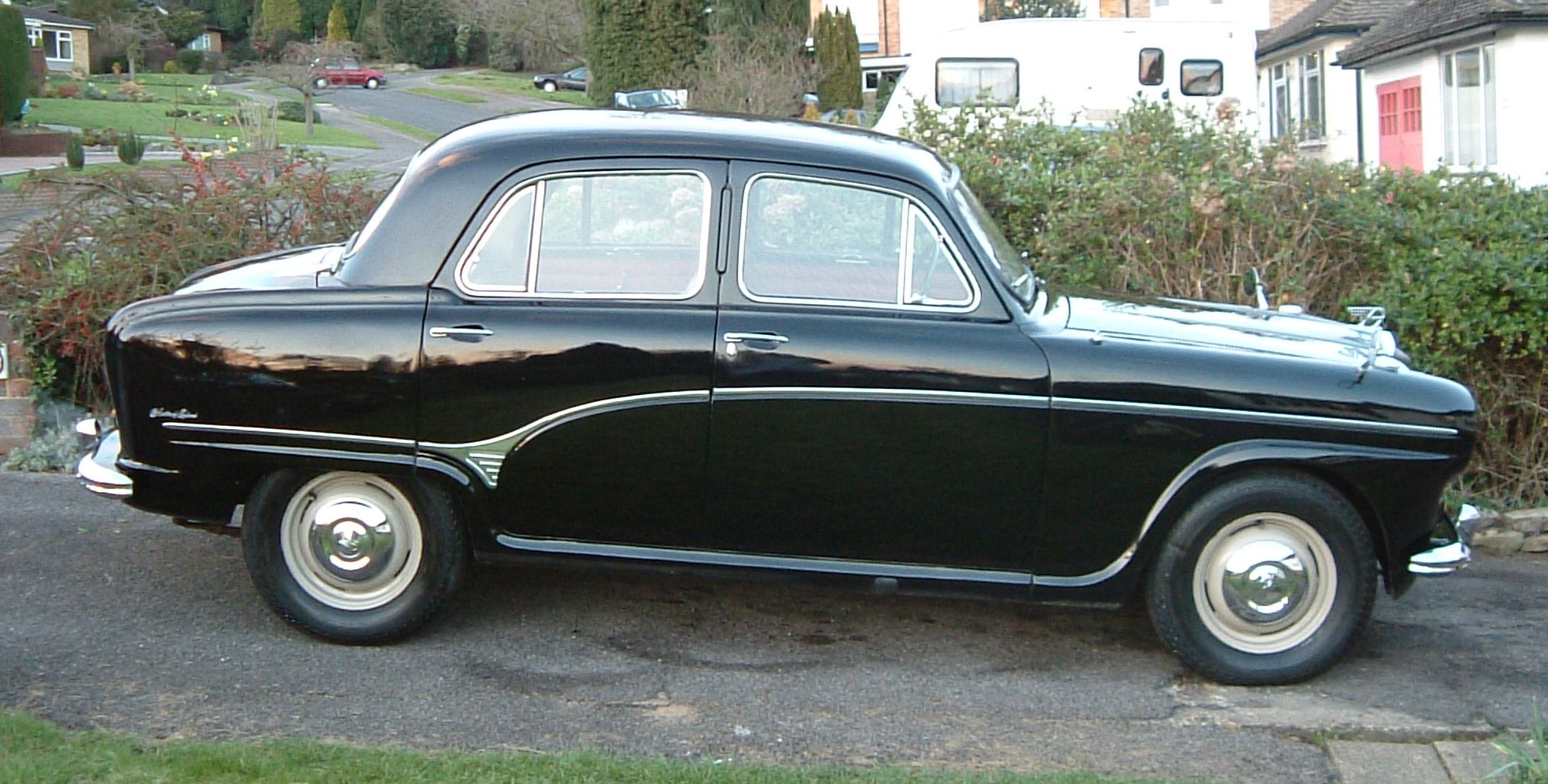
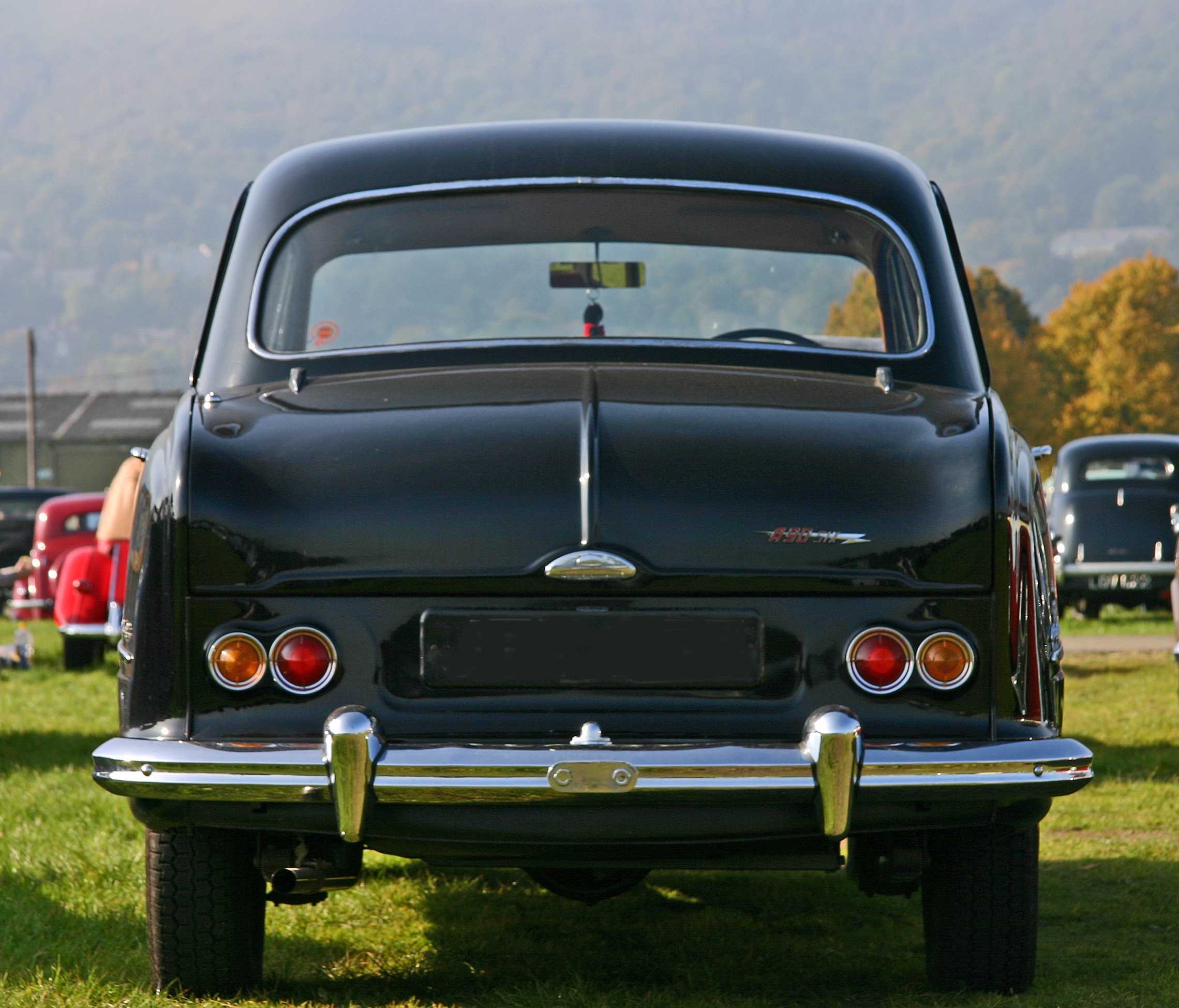
l'arrière caractéristique, surnommé "à hanches de vache" (cowhips)

## A95/A105
En mai 1956, et pour une brève période seulement, un dérivé de l'A90 Six Westminster a été annoncé, qui était une version plus courte, servant de démarrage à la A105, et avait le double carburateur SU, le moteur de 2,6 litres de série C avec overdrive en standard délivrant alors 103 ch (76 kW). En octobre 1956, la A105 reçut un empattement allongé, avec overdrive en standard, et la transmission automatique en option. Deux feux de brouillard, le chauffage et des enjoliveurs de roues faisaient partie de l'équipement standard, mais la radio restait encore une option. Des peintures à double ton et des pneus à parois blanches ont été introduits pour l'effet visuel. Très peu de versions courtes de la A105 ont été produites ce qui les rend aujourd'hui très rares.
La A90 a été mise à jour pour l'automne 1956, comme A95. Avec plus de puissance, la A95 était plus longue et était aussi proposée en modèle break. L'overdrive et la transmission automatique étaient des nouveautés pour les voitures britanniques de l'époque.
Les A95 et A105 ont été produites jusqu'en 1959. 28 065 A95 et 6 770 A105 ont été construites.
Le nom Westminster a été supprimé de la littérature commerciale pour la A95 et la A105 bien que, curieusement, les manuels du pilote l'utilisèrent toujours. La version break était nommée Countryman. Néanmoins, la plupart des enthousiastes parlent toujours des Westminster.
Une version de l'A95 avec une différente calandre, d'autres finitions et logos et un siège avant de type banquette a été assemblée et vendue en Australie sous l'appellation Morris Marshal (en) depuis 1957 jusqu'en 1960.
Une berline A105 avec overdrive testée par le magazine britannique The Motor en 1956 avait une vitesse de pointe de 155,0 km/h et put accélérer de 0 à 97 km/h en 15,4 secondes. Une consommation de carburant de 12,8 L/100 km a été enregistrée. Le véhicule de l'essai coûtait 1 109 £ taxes comprises.

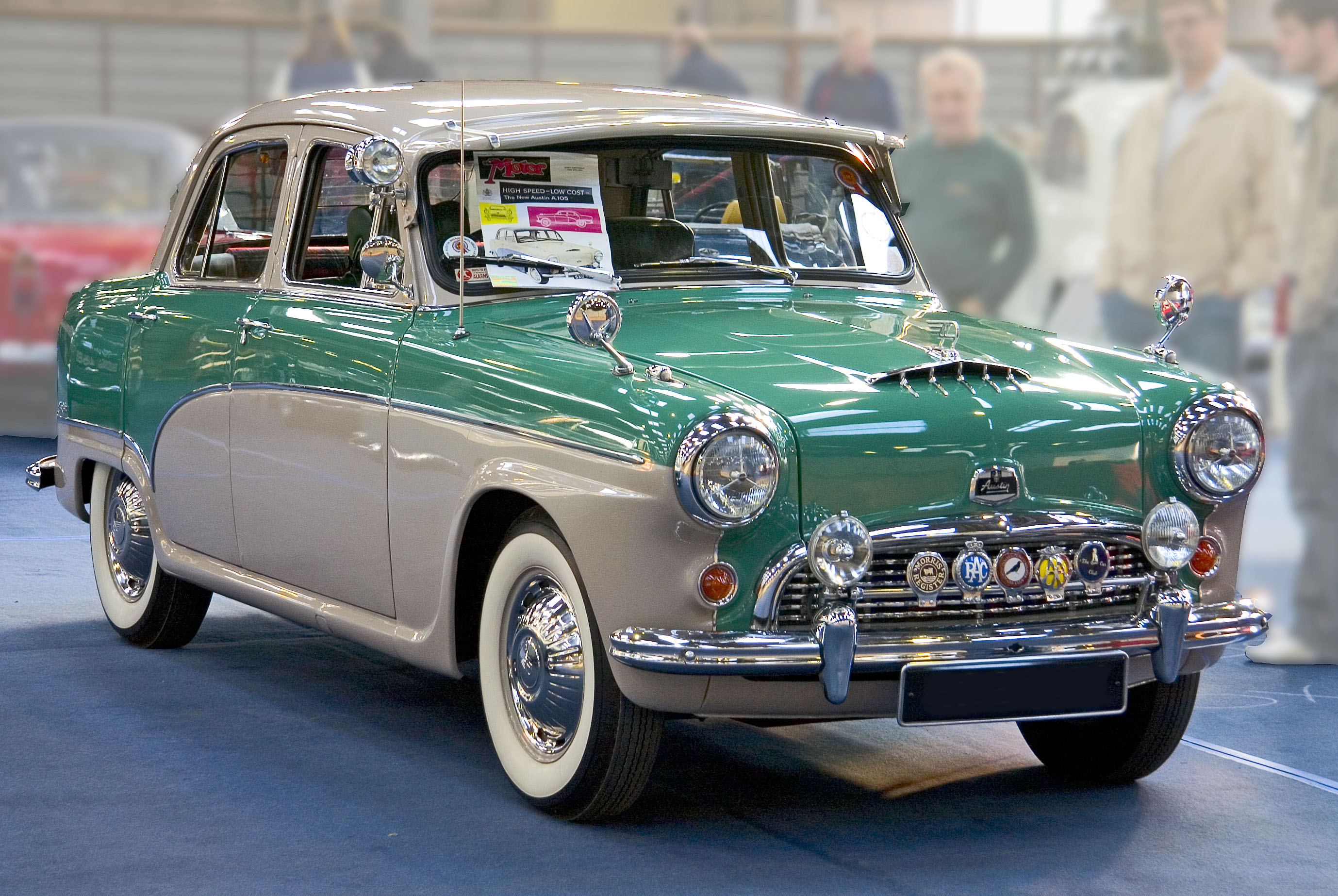
Premier modèle de l'A105
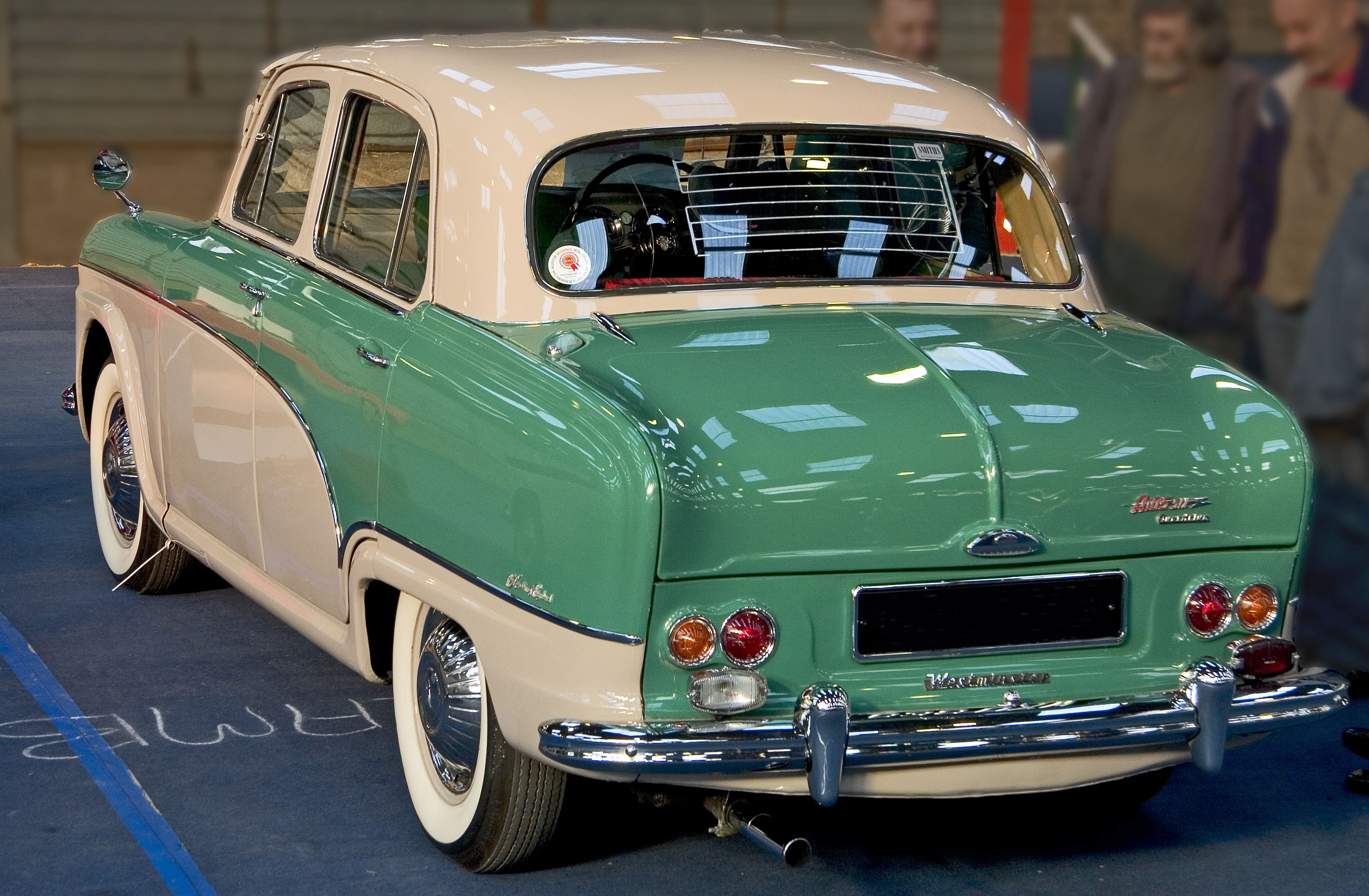
L'arrière à "hanches de vache"
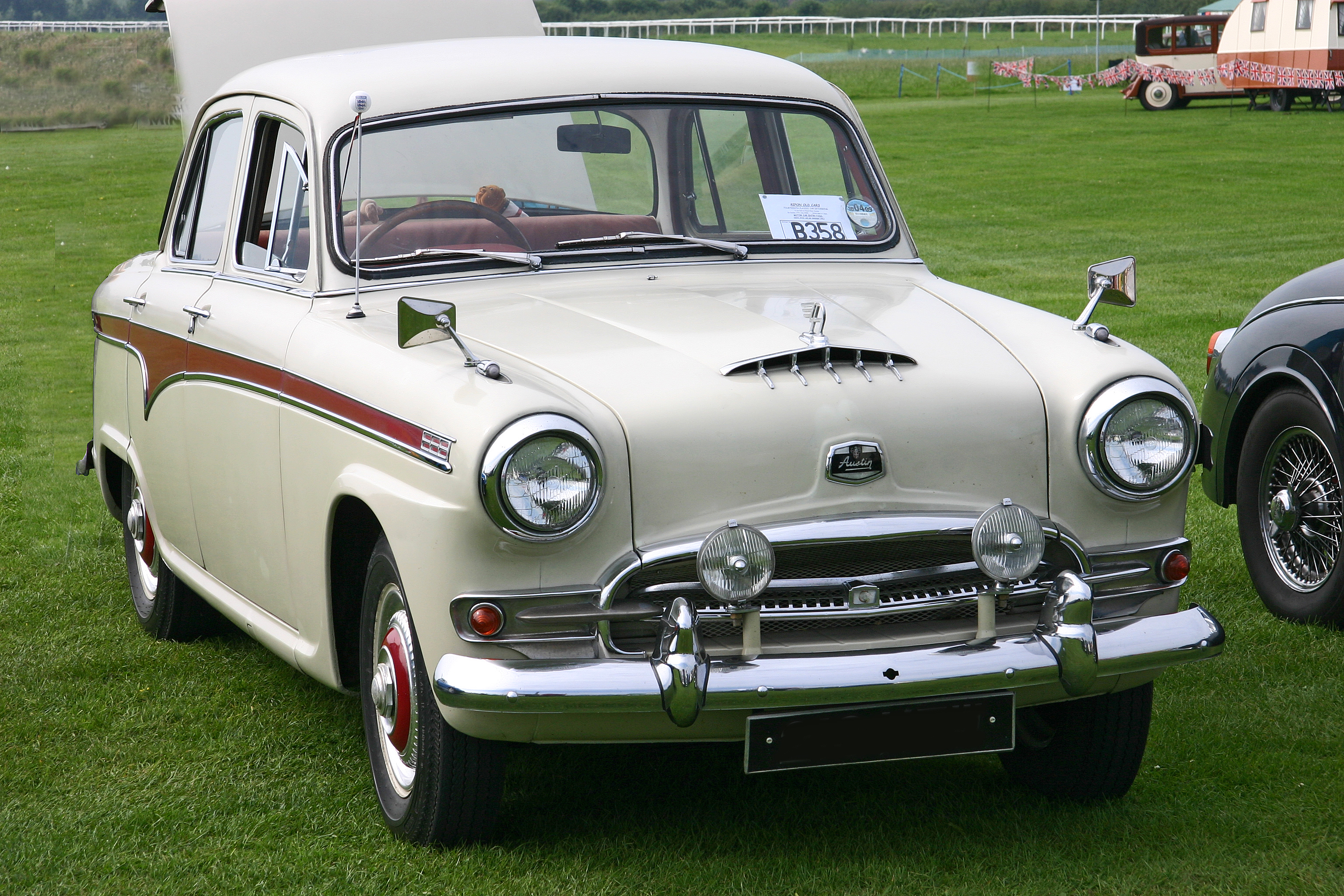
Austin A95
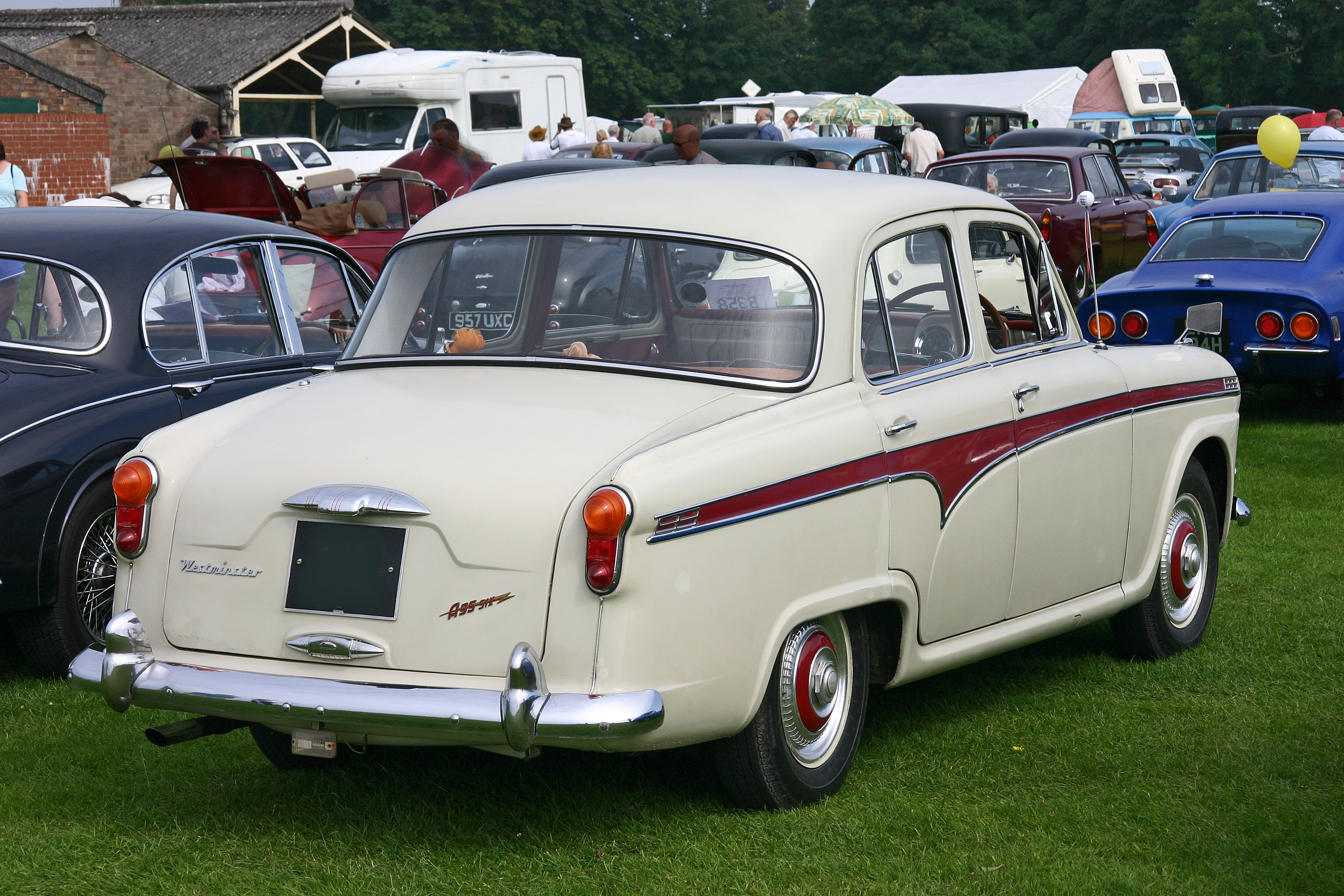
A95 "arrière long"
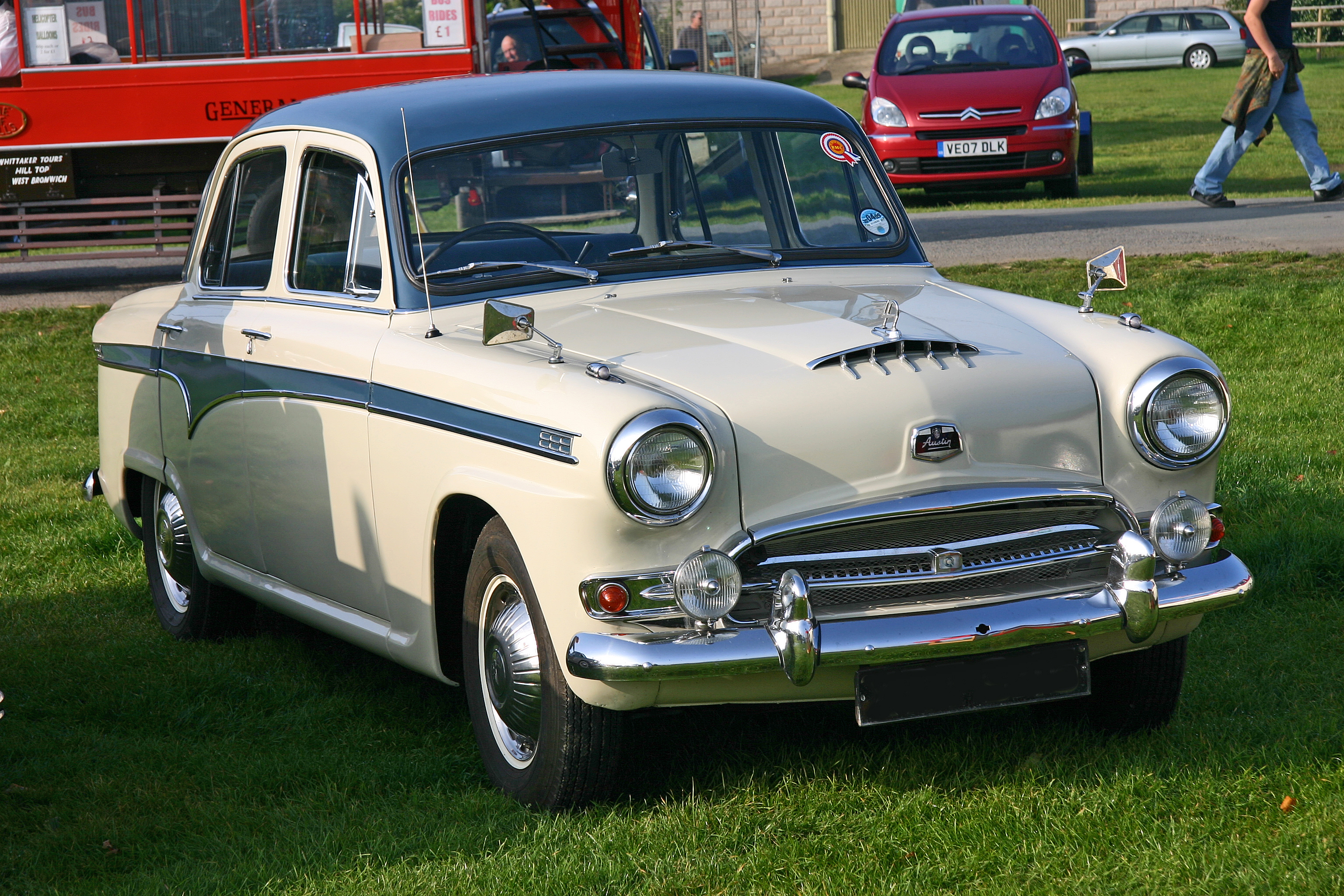
A105 révisée
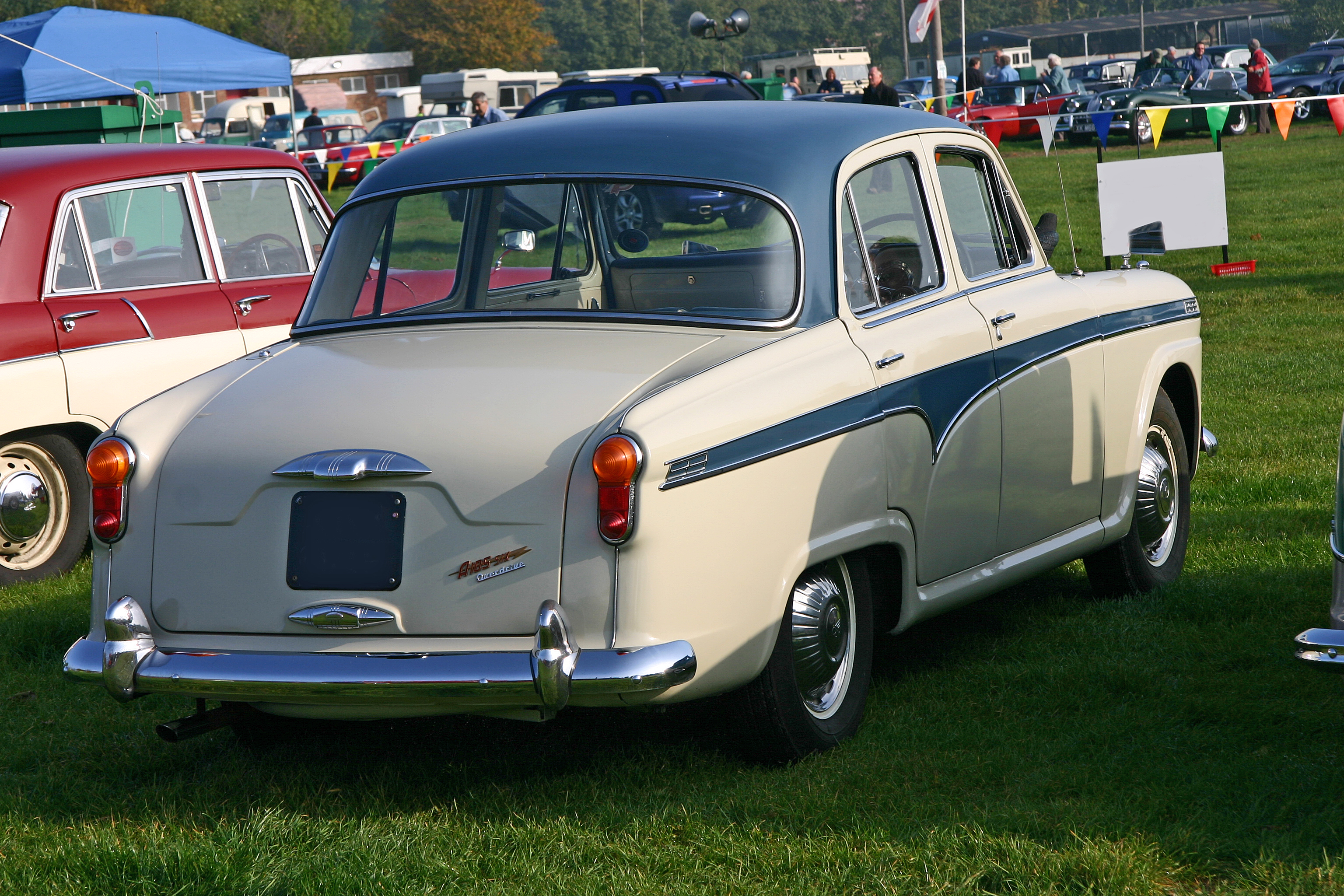
A105 "arrière long"
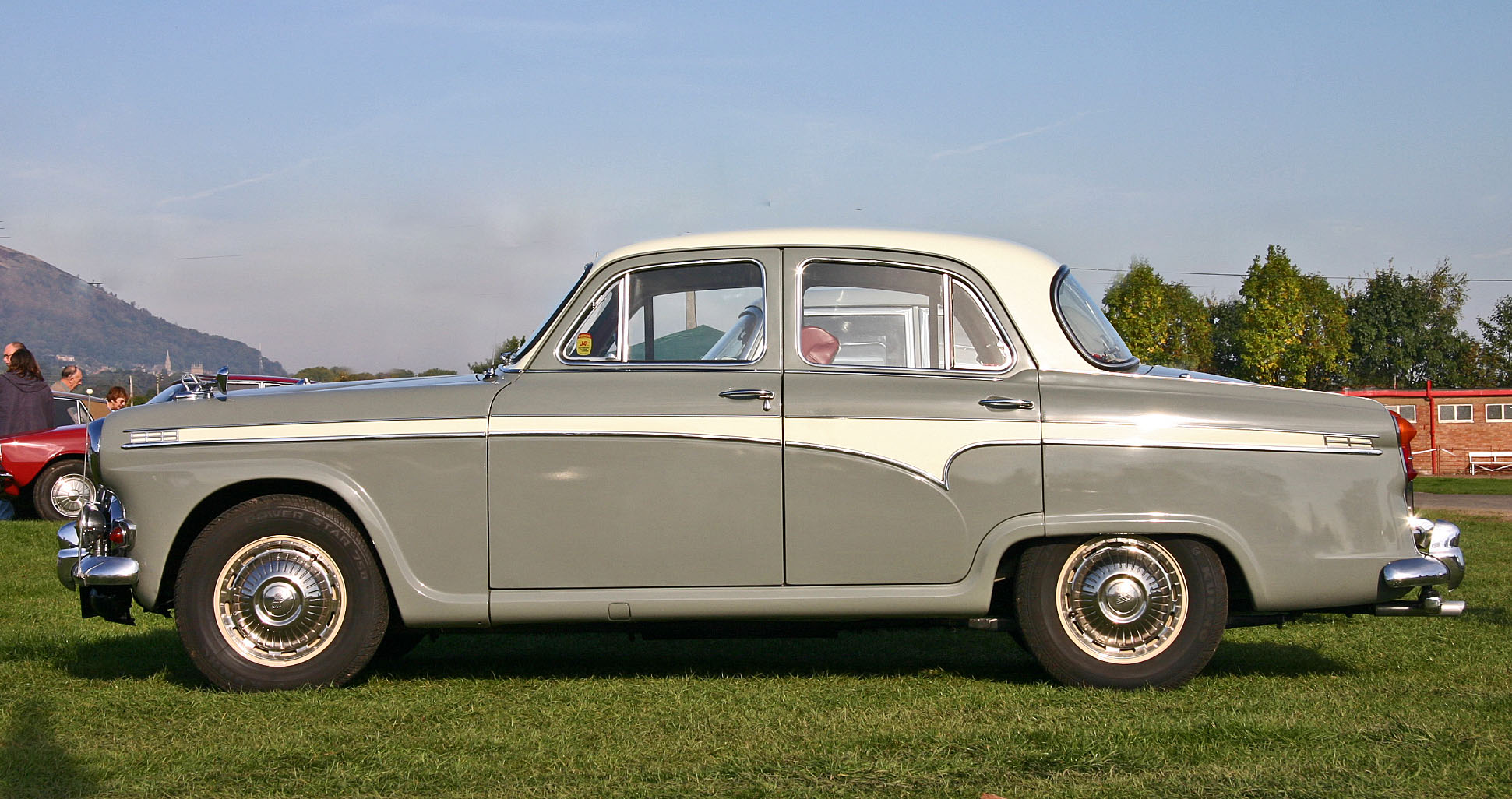
Austin A105. Carrosserie plus longue à partir de 1956.

## Austin A105 Vanden-Plas
L'A105 fut la première Austin de grande série revisitée par le carrossier Vanden Plas, qui travaillait habituellement plutôt sur des bases de Morris, après le succès de la grande limousine Austin Princess A135. Cette version bénéficiait d'un intérieur beaucoup plus luxueux et se distinguait par une bande grise sur ses flancs portant le nom "Princess".

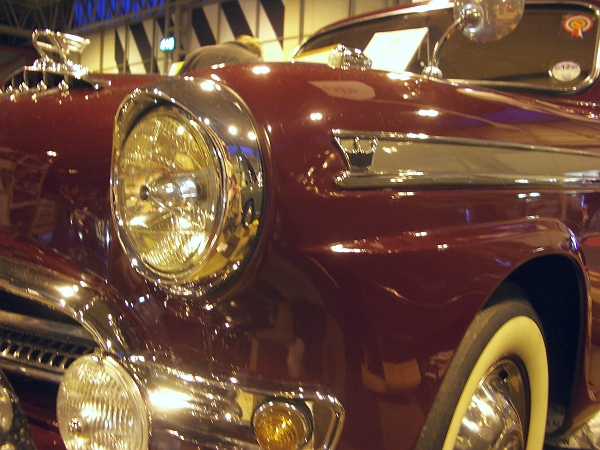
A105 traitée chez Vanden Plas
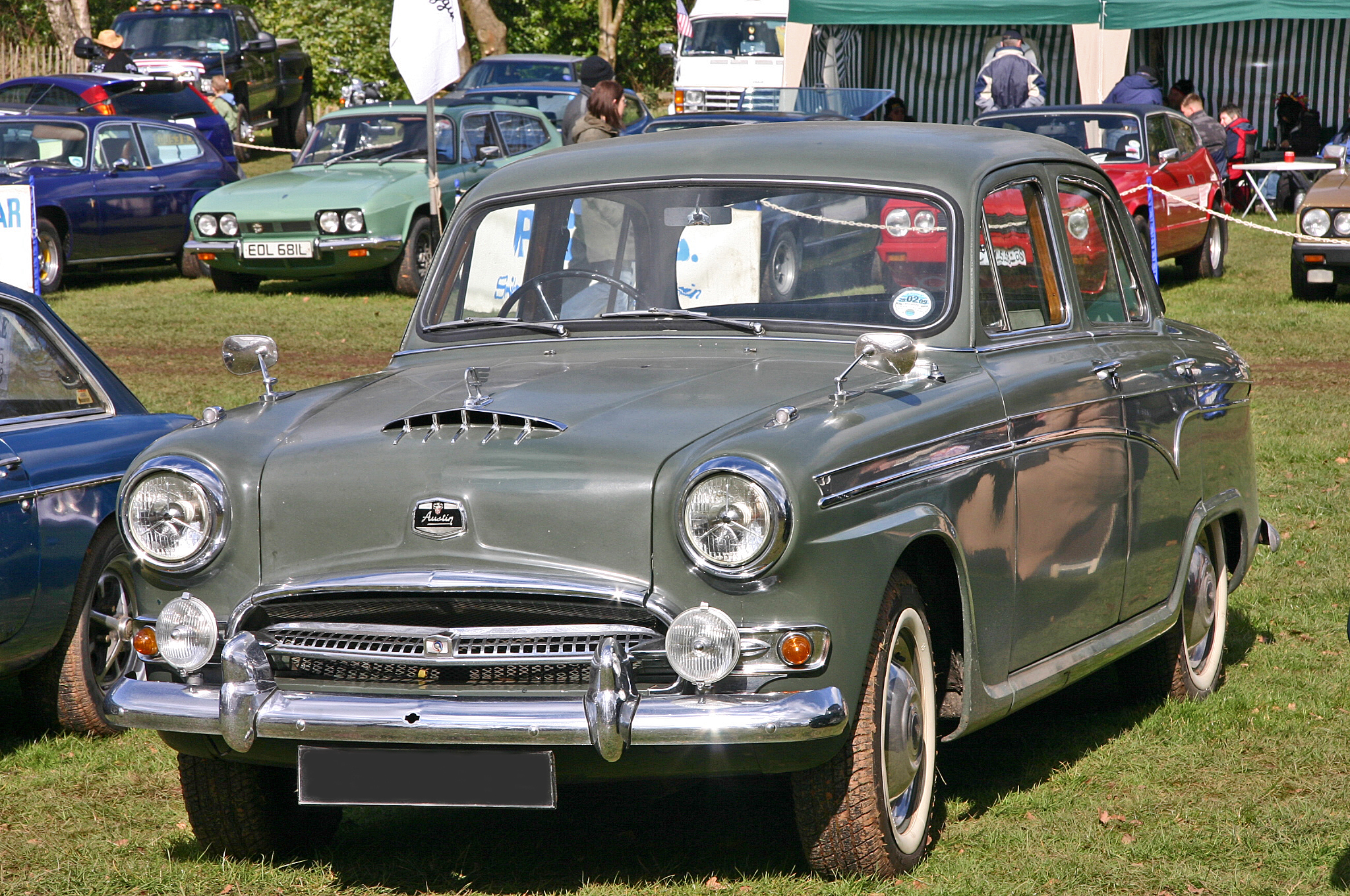
A105 V D P, vue de l'avant
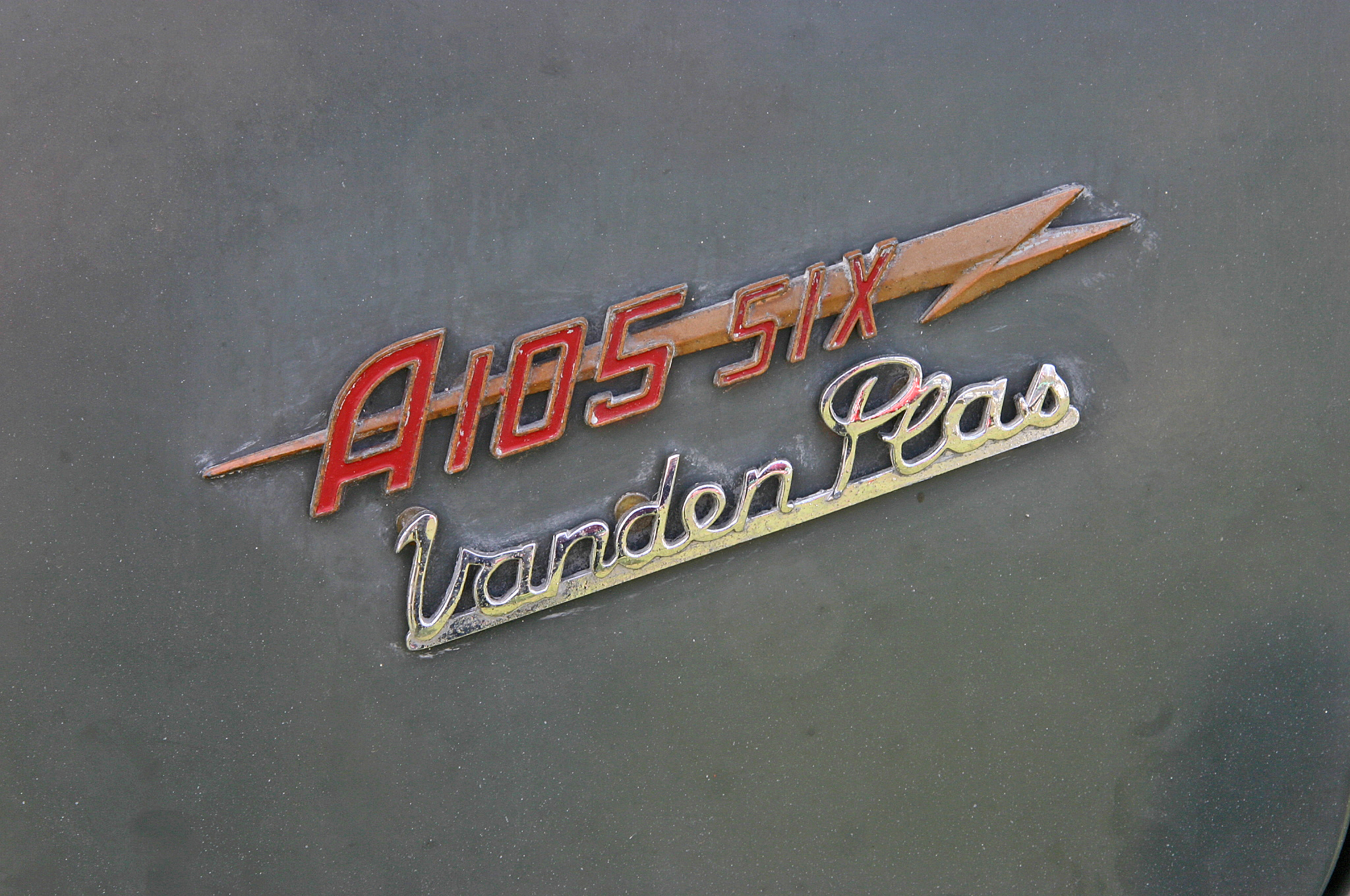
Logos V D P à l'arrière
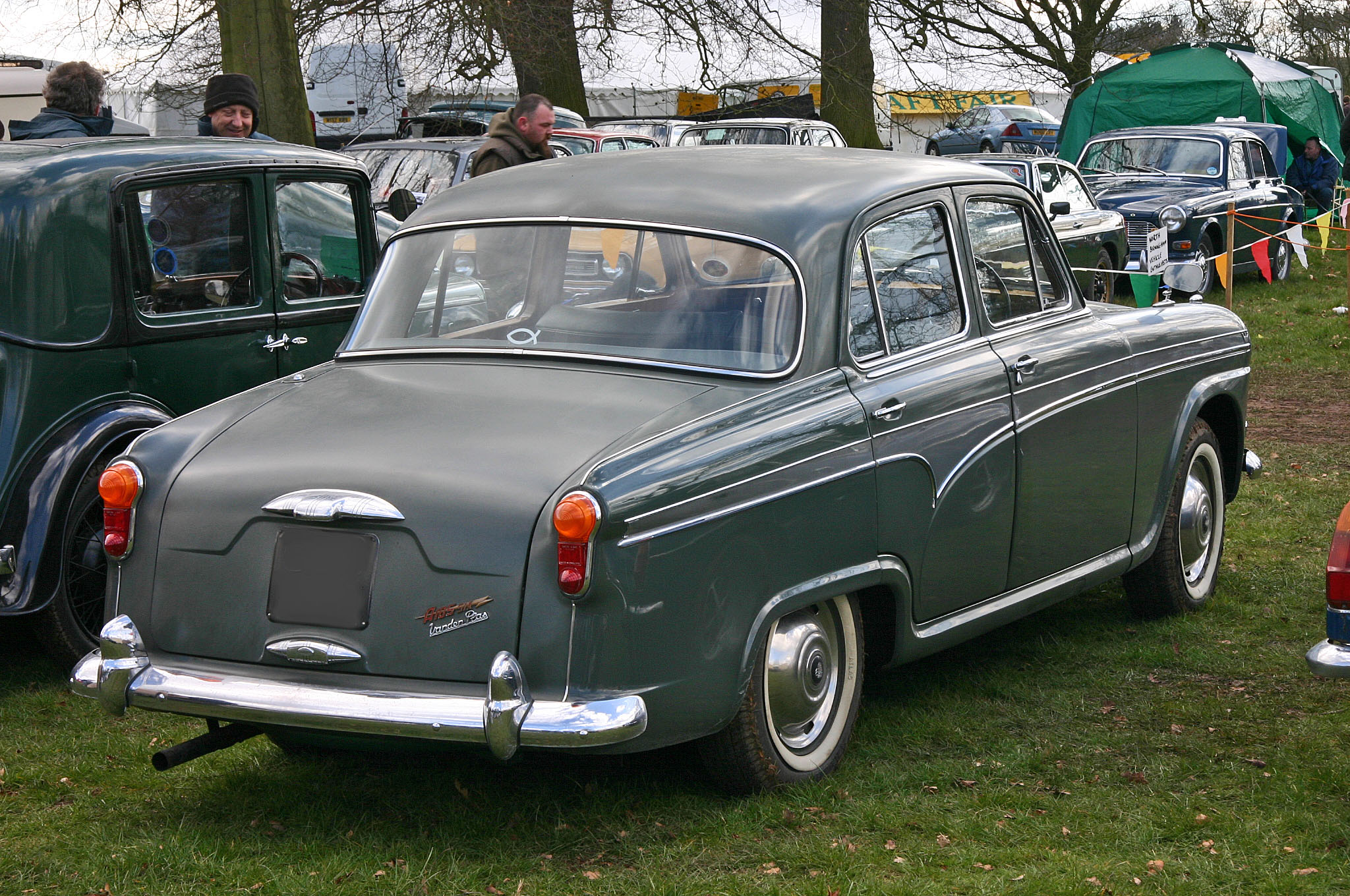
Les V D P ressemblent aux autres A105

## A99
La Westminster A99 apparaît en 1959 avec une nouvelle carrosserie, dessinée par Pininfarina – qui avait déjà renouvelé le style des gammes inférieures d'Austin, avec l'A40 et l'A55 Cambridge, l'année précédente. Elle reprend le six-cylindres en ligne série C, porté à 2,9 L (2 912 cm3) avec deux Carburateurs S.U., qui équipe également l'Austin-Healey 3000. Sur la Westminster, il délivre 105 ch ; il est associé de série à une boite de vitesses manuelle synchronisée à trois rapports et overdrive, et en option à une transmission automatique BorgWarner. Elle reçoit aussi des freins à disques assistés aux roues avant.
Lors de son essai par le magazine britannique The Motor en 1960, la berline A99 automatique affichait une vitesse de pointe de 158 km/h, une accélération de 0 à 100 km/h en 18 secondes environ et une consommation de 12,3 L/100 km.
Une déclinaison luxueuse de l'A99 fut vendue sous le nom de Princess 3 Litres (sans la dénomination "Austin"), et, intégrée plus tard à la marque Vanden Plas, prit le nom de Vanden Plas Princess. Une version Wolseley, la 6/99, a également été produite. La pratique d'appliquer plusieurs marques à une même voiture avec des différences de motorisation et d'équipement était alors courante au sein de la British Motor Corporation.
La production de cette génération prit fin dès 1961, avec son remplacement par la génération A110. 15 162 exemplaires de l'A99 ont été fabriqués.
La Westminster A99 présente une forte ressemblance avec deux autres berlines européennes de la même époque, la Fiat 1800/2100 et la Peugeot 404. Cela n'est pas dû au hasard, Pininfarina, responsable du design des trois voitures, ayant réutilisé le même dessin avec quelques nuances.

## A110
Extrapolée de l'A99, la dernière Westminster, l'A110, arrive en 1961, dispose d'un empattement rallongé (de 51 mm), améliorant l'espace aux jambes à l'arrière et la tenue de route. Le levier de vitesses passe également au plancher. Wolseley produit une version 6/110, et il y a également une Vanden Plas Princess Mark II, avec un moteur Série C poussé à 122 ch. C'est la même carrosserie qui sert de base à la luxueuse Vanden Plas Princess 4 Litres à moteur Rolls Royce.
La Westminster est finalement remplacée par l'Austin 3-Litre en 1968. 26 105 exemplaires de l'A110 ont été construits.

Austin Westminster A110 Mark II
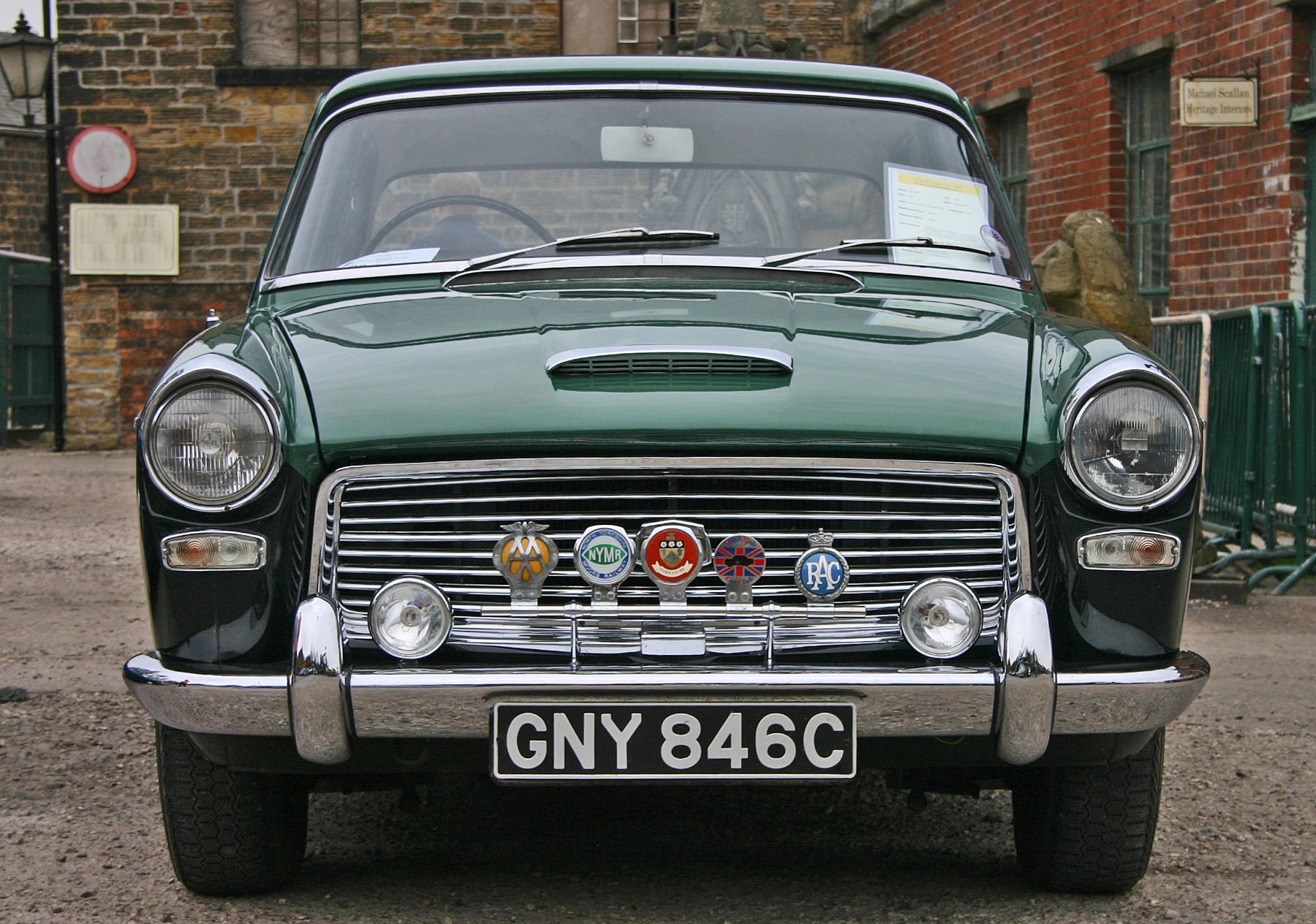
Vue avant
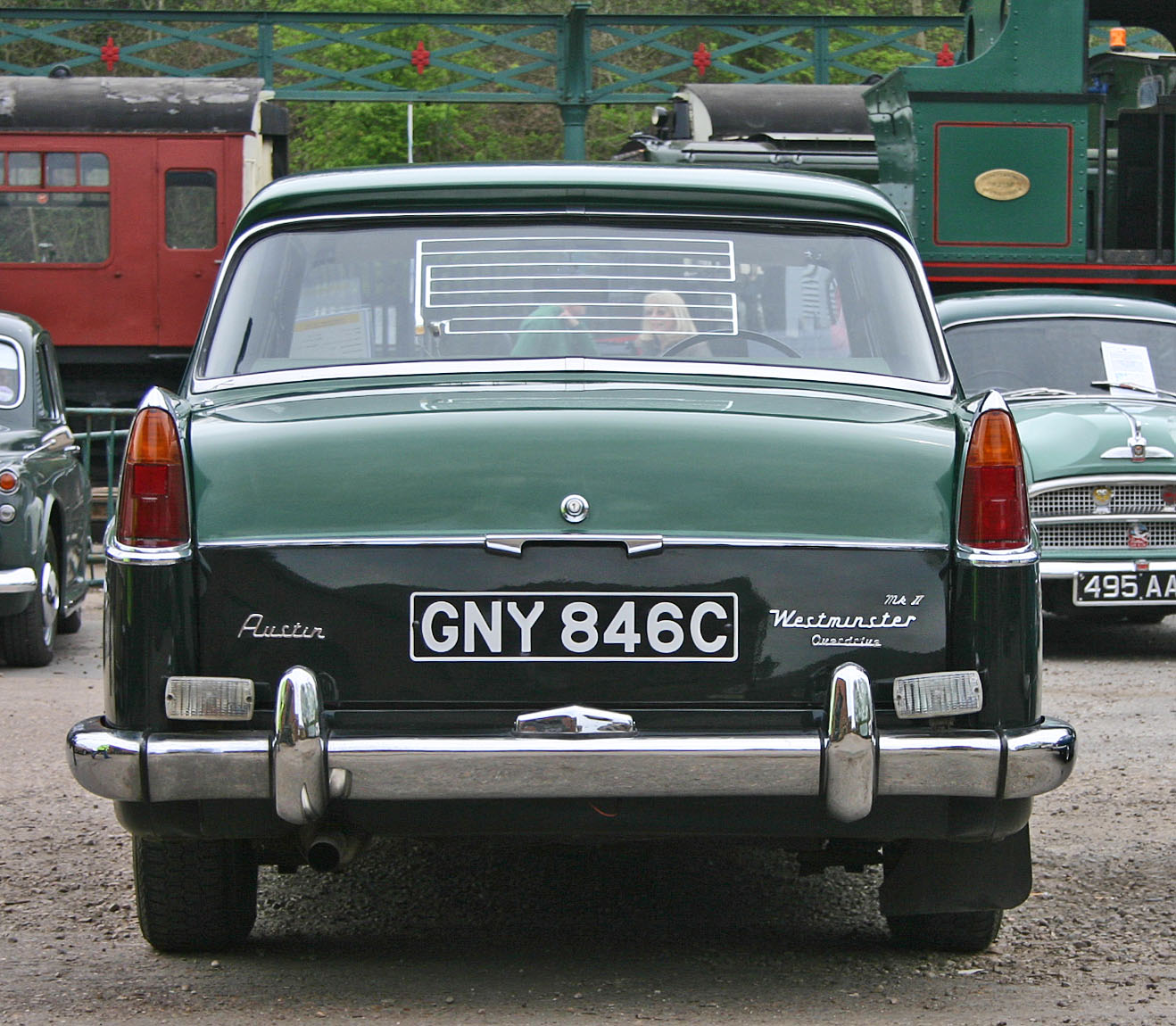
Vue arrière
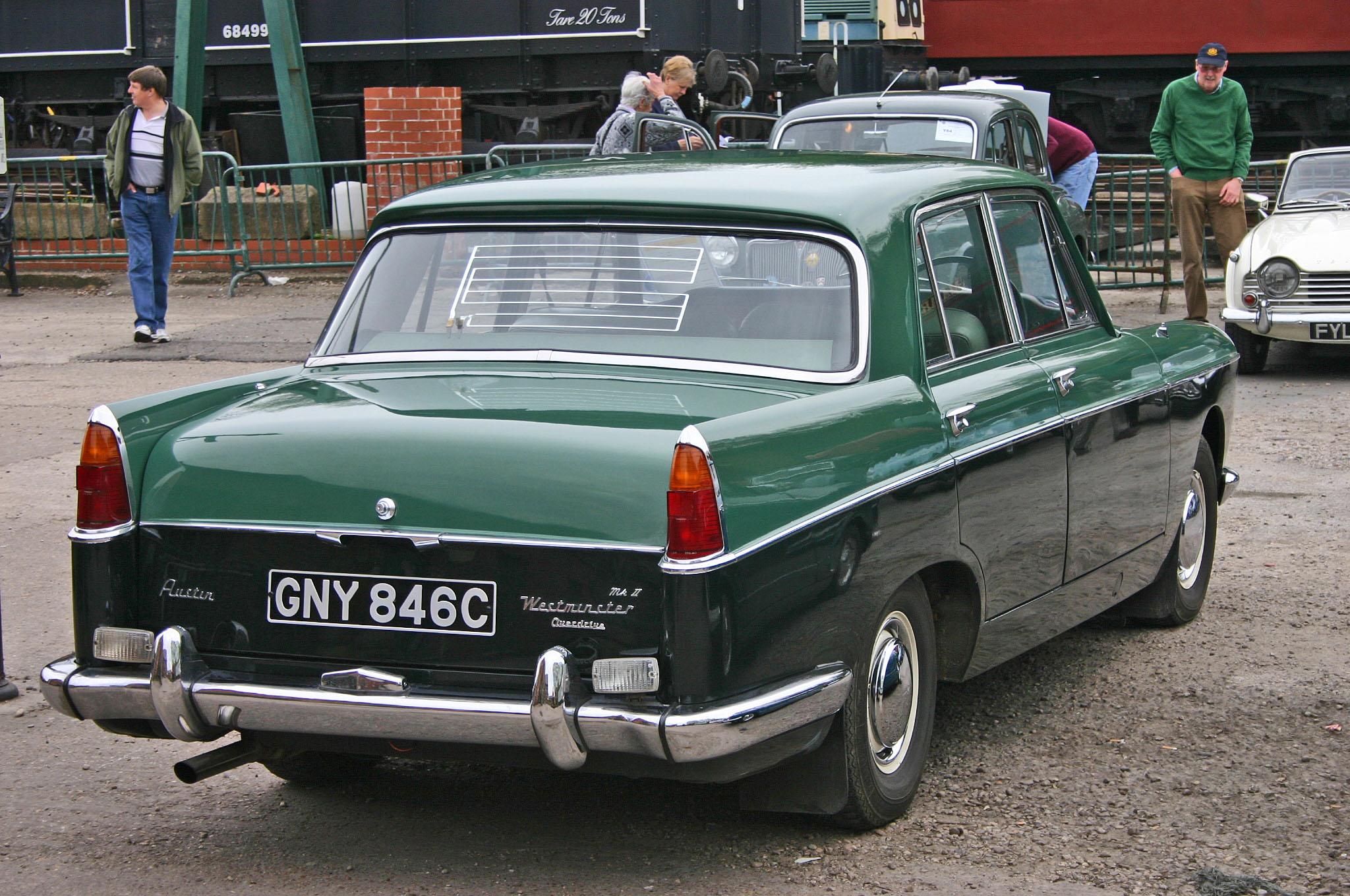
Trois-quarts arrière

## Les modèles à l'échelle
- Meccano Dinky Toys; N ° 176 (production 1958-1963), Austin A105 Westminster, environ l'échelle "O" (1/44)[9].